# Así en el cielo como en la tierra
Así en el cielo como en la tierra és una pel·lícula còmica espanyola de 1995 dirigida per José Luis Cuerda.
La pel·lícula presenta el Cel com una còpia absurda de la Terra, on Déu Pare, Jesucrist, la Mare de Déu, Sant Pere i altres personatges bíblics conviuen al més pur estil de vida castellà de postguerra. En general, ofereix una visió més humana d'aquests personatges, amb les mateixes misèries i desitjos que tenen els éssers humans en vida. D'altra banda, deixa entreveure la suposada evolució de la terra des dels temps bíblics i com ha arribat a convertir-se en alguna cosa que ni una apocalipsi és capaç de corregir.

## Argument
Matacanes mor i en arribar al cel descobreix que aquest no era com ell esperava, i que tothom allí es troba revolucionat últimament. Sant Pere li explica que Déu estava preocupat per la marxa del món, i ha decidit enviar un segon fill a la Terra. Jesús se n'assabenta i no està d'acord, ja que caldria reescriure la història, per la qual cosa convenç el seu Pare que el que el món realment necessita és l'Apocalipsi. Convençut pel seu Fill, Déu fa tots els preparatius per a celebrar el Judici Final.

## Premis
Goyas 1995
| Categoria                   | Persona    | Resultat  |
| --------------------------- | ---------- | --------- |
| Millor actor de repartiment | Luis Ciges | Guanyador |

## Repartiment complet
- Fernando Fernán Gómez (Déu Pare)
- Jesús Bonilla (Jesucrist)
- Francisco Rabal (Sant Pere)
- Enrique San Francisco (Arcàngel Gabriel)
- Gabino Diego (Sant Joan Evangelista)
- Mary Carmen Ramírez (Verge Maria)
- Manuel Alexandre (Sant Josep)
- Agustín González (Sant Isidor de Sevilla)
- Luis Ciges (Matacanes)
- Mónica Molina (Lola Fajardo)
- Isabel Serrano (Mariví)
- Chus Lampreave (Doña Asunción)
- Alicia Sánchez (Ira divina)
- Saturnino García (Taberner)
- Juan Luis Galiardo (Empresari Ruiz del Río)
- Achero Mañas (Estudiant Pimentel)
- Álex Angulo (Cabrer)
- Antonio Gamero (Director banda de música)
- Luis Perezagua (Ángel trompeta)
- María Galiana (Evangelina)
- Javier Manrique (Torero Camuñas)
- Liberto Rabal (Sant Rafael)
- Luis Hostalot (Sant Miquel)
- Fernando Vivanco (Norberto)
- Pepín Salvador (Marlasca)
- Rosario Santesmases (Marisol del Val)
- José María Sacristán (Patró xiringuito)
- Jorge Bosso (Psicoanalista)
- María Elena Flores (Mare de Lola)
- José Carlos Gómez (Moncho)
- José María Lucena (Pregoner)
- Paco Sanz (Moisés)
- Concha de Leza (Virtudes)
- Roberto Cairo (Pedrosa)
- Enrique Valero (Amic Moncho)
- Olaya Aguirre (Amiga Lola)
- Lucio Romero (Ferit gleba)

## Localitzacions
Fou rodada a Buitrago del Lozoya, Pedraza, Peñafiel i Talamanca de Jarama.

## Crítica
Fernando Morales a El País va escriure que "malgrat comptar en el seu repartiment amb actors de la talla de Fernando Fernán-Gómez o Paco Rabal no aconsegueix passar de l'aprovat justet."." Carlos Aguilar en su Guía del cine español lloa la premissa i les interpretacions però conclou que " el conjunt manca de forma i de ritme".